# Játék, szenvedély...
A Játék, szenvedély... a V. M. Band második, egyben utolsó nagylemeze, amely 1986-ban jelent meg. A továbbiakban Varga Miklós lemezei már saját neve alatt jelentek meg.

## Dalok

### Első oldal
1. Lány a hegyről
2. Tánc az utolsó mozielőadás után
3. Szerencsejáték
4. Az angyalok
5. Játszd újra el
6. Szerelmes dal

### Második oldal
1. Valakire várva
2. Titkolt álmok
3. Csalódás
4. Nélküled túl nagy az ágy
5. Gördülő kövek

## Közreműködők
- Varga Miklós – ének
- Ács András – basszusgitár
- Fehér Attila – gitár
- Varga László – billentyűs hangszerek
- Soldos László – dob